# Friedrich Kühne
Friedrich Kühne (* 24. April 1870 in Schnobolin, Mähren, Österreich-Ungarn als Franz Michna; † 13. Oktober 1958 in Berlin) war ein österreichisch-deutscher Schauspieler.

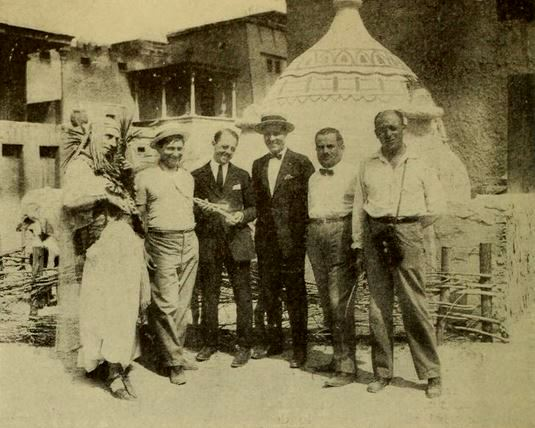
Friedrich Kühne (links) bei den Dreharbeiten (1921) zu Das Weib des Pharao

## Leben
Kühne kam 1893 zum Theater und zog zunächst mit Wanderbühnen durch Europa. Dabei spielte er auf Bühnen in Hamburg, Wien (1896), Bremen, Prag, Innsbruck, Salzburg, Linz und Brünn. Ab 1907 gehörte er zum Ensemble des Deutschen Theaters in Berlin, dem er bis zu seinem Tod treu blieb. Kühne übte typischerweise die Funktion eines Chargen aus. Von 1913 war er auch in zahlreichen, meist kleineren Filmrollen zu sehen.
Friedrich Kühne starb im Oktober 1958 im Alter von 88 Jahren in Berlin. Zum Zeitpunkt seines Todes war er das älteste Ensemblemitglied des Deutschen Theaters. Beigesetzt wurde er auf dem landeseigenen Friedhof Heerstraße im heutigen Ortsteil Berlin-Westend. Das Grab ist nicht erhalten.

## Filmografie
- 1913: Der Shylock von Krakau
- 1913: Die Insel der Seligen
- 1913: Heimat und Fremde
- 1914: Der Hund von Baskerville, 1. Teil
- 1914: Der Hund von Baskerville, 2. Teil: Das einsame Haus
- 1914: Detektiv Braun
- 1914: Die Geschichte der stillen Mühle
- 1914: Selbstgerichtet oder Die gelbe Fratze
- 1915: Das dunkle Schloß
- 1915: Die Sage vom Hund von Baskerville
- 1915: Der Hund von Baskerville, III. Teil: Das unheimliche Zimmer
- 1915: Der Hund von Baskerville, IV. Teil: Der geheimnisvolle Hund
- 1915: Der Fund im Neubau
- 1916: Des Nächsten Weib
- 1916: Die aus dem Jenseits kam. Erlebnisse des Dr. Palmerston. 1. Teil
- 1916: Die Frau im Spiegel. Zweites Erlebnis des Dr. Palmerston
- 1916: Hoffmanns Erzählungen
- 1916: Homunculus
- 1916: Peter Lump
- 1916: Seine letzte Maske
- 1916: Zirkusblut
- 1917: Die Memoiren des Satans, 1. Teil: Dr. Mors
- 1917: Die Memoiren des Satans, 2. Teil: Fanatiker des Lebens
- 1917: Die roten Schuhe
- 1917: Die Verworfenen
- 1917: Wenn der Wolf kommt
- 1918: Die Memoiren des Satans, 3. Teil: Der Fluchbeladene
- 1918: Die Memoiren des Satans, 4. Teil: Der Sturz der Menschheit
- 1918: Mouchy
- 1918: …um eine Stunde Glück
- 1918: Alraune, die Henkerstochter, genannt die rote Hanne
- 1918: Das Mädchen aus der Opiumhöhle
- 1918: Das große Opfer
- 1918: Der Gast aus der vierten Dimension
- 1918: Der Gefangene von Dahomey
- 1918: Der Weg der Erlösung
- 1918: Ferdinand Lassalle – Des Volkstribunen Glück und Ende
- 1919: Opium
- 1919: Der Peitschenhieb
- 1919: Das Narrenschloß
- 1919: Veritas vincit
- 1919: Flimmersterne
- 1919: Der Seelenverkäufer
- 1919: Der Tintenfischklub
- 1919: Die Hexe von Norderoog
- 1919: Die Schreckensnacht im Irrenhaus Ivoy
- 1919: Die Sumpfhanne
- 1919: Galeotto, der große Kuppler
- 1919: Gepeitscht
- 1919: Hang Lu oder: Der verhängnisvolle Schmuck
- 1919: Nachtasyl
- 1919: Taumel
- 1919: Tscherkessenblut
- 1919: Wenn Columbine winkt
- 1919/20: Die Spinnen (2 Teile)
- 1919/20: Lepain, der König der Verbrecher. 3. Teil
- 1919/20: Lepain, der König der Verbrecher. 4. Teil
- 1920: Das Lied der Puszta
- 1920: Anna Boleyn
- 1920: Das Frauenhaus von Brescia
- 1920: Das Wüstengrab
- 1920: Der Hund von Baskerville, 5. Teil: Dr. Macdonalds Sanatorium
- 1920: Der Hund von Baskerville, 6. Teil: Das Haus ohne Fenster
- 1920: Die Tophar-Mumie
- 1920: Die Verschleierte
- 1920: Judith Trachtenberg
- 1921: Die Bettlerprinzessin
- 1921: Danton
- 1921: Der Schatz der Azteken
- 1921: Der Schrecken der roten Mühle
- 1921: Die schwarze Pantherin
- 1921: Haschisch, das Paradies der Hölle
- 1921: Klub der Einäugigen
- 1921: Lady Hamilton
- 1921: Kinder der Finsternis, 1. Teil: Der Mann aus Neapel
- 1922: Kinder der Finsternis, 2. Teil: Kämpfende Welten
- 1922: Sterbende Völker, 1. Teil: Heimat in Not
- 1922: Sterbende Völker, 2. Teil: Brennendes Meer
- 1922: Das Logierhaus für Gentlemen
- 1922: Othello
- 1922: Die sterbende Stadt
- 1922: Das Weib des Pharao
- 1922: Die Gezeichneten
- 1922: Bigamie
- 1922: Das Testament des Ive Sievers
- 1922: Der falsche Dimitry
- 1922: Der Graf von Essex
- 1922: Lola Montez, die Tänzerin des Königs
- 1922: Luise Millerin
- 1922/1923: Tingeltangel
- 1923: Abenteuer einer Nacht
- 1923: Das unbekannte Morgen
- 1923: Der Mann mit der eisernen Maske
- 1923: Die brennende Kugel
- 1923: „Said“. Ein Volk in Ketten
- 1924: Miss Marys Weltreise
- 1924: Carlos und Elisabeth
- 1924: Auf Befehl der Pompadour
- 1924: Das goldene Kalb
- 1924: Die sterbende Erde
- 1924: Prater
- 1925: Lebende Buddhas
- 1925: Der Mann auf dem Kometen
- 1925: Götz von Berlichingen zubenannt mit der eisernen Hand
- 1927: Lützows wilde verwegene Jagd
- 1927: Dr. Bessels Verwandlung
- 1930: Das Flötenkonzert von Sans-souci
- 1932: Teilnehmer antwortet nicht
- 1937: Die Fledermaus
- 1947: Wozzeck
- 1952: Karriere in Paris
- 1952: Frauenschicksale
- 1953: Anna Susanna
- 1956: Die Millionen der Yvette
- 1957: Das Stacheltier: Das Gesellschaftsspiel – Eine unglaubliche Geschichte oder?

## Theater
- 1948: Konstantin Trenjow: Ljubow Jaworaja – Regie: Hans Rodenberg (Haus der Kultur der Sowjetunion)
- 1949: Friedrich Wolf: Tai Yang erwacht (Großvater) – Regie: Wolfgang Langhoff (Deutsches Theater Berlin)
- 1951: Johann Wolfgang von Goethe: Egmont (Ruysum) – Regie: Wolfgang Langhoff (Deutsches Theater Berlin)
- 1955: Johann Wolfgang von Goethe: Faust. Der Tragödie erster Teil (Bettler) – Regie: Wolfgang Langhoff (Deutsches Theater Berlin)